# Jasper Fforde
Jasper Fforde (Londen, 11 januari 1961) is een Brits schrijver. Hij werd bekend door zijn reeks boeken met "literair detective" Thursday Next.

## Werk
Zijn eerste boek, The Eyre Affair, verscheen in 2001. Daarvoor was hij een camera-assistent in de filmindustrie. Hij werkte onder meer mee aan GoldenEye, The Mask of Zorro en Entrapment.
The Eyre Affair (in het Nederlands vertaald als De zaak Jane Eyre, ISBN 9789058470881) was het eerste van een reeks boeken met als centrale figuur de literair detective Thursday Next. De volgende in de cyclus zijn Lost in a Good Book (2002), The Well of Lost Plots (2003), Something Rotten (2004), First Among Sequels (2007), One of our Thursdays Is Missing (2011) en The Woman Who Died a Lot (2012). Het zijn boeken die zich afspelen in een fictief alternatief universum waarin dodo's normale huisdieren zijn, Engeland na meer dan honderd jaar nog steeds oorlog voert met Rusland in de Krim en literaire manuscripten van onschatbare waarde zijn en beschermd moeten worden tegen criminele elementen. De romans zijn een mengeling van thrillers, fantasy en sciencefiction. Er komt tijdreizen in voor en romanpersonages zijn reële personages. De boeken zijn doorspekt met literaire verwijzingen, woordspelingen en parodieën op bekende literaire meesterwerken.
In 2005 verscheen The Big Over Easy, het eerste boek in de "Nursery Crime Division"-reeks, die zich in hetzelfde alternatieve universum afspeelt. Het werd gevolgd door The Fourth Bear (2006). In deze boeken is DCI Jack Spratt het centrale personage. In 2014 zou het derde en laatste deel uit deze reeks moeten verschijnen, The Last Great Tortoise Race.
In 2010 verscheen Shades of Grey, een dystopische roman gesitueerd in Chromatacia, een maatschappij waarin sociale status bepaald wordt door het vermogen om kleuren te onderscheiden.
Datzelfde jaar publiceerde hij het eerste deel in de Dragonslayer-trilogie, The Last Dragonslayer. Deel twee, The Song of the Quarkbeast, verscheen in 2011. Het derde deel werd aangekondigd voor 2013. Het is een lichtvoetige fantasyreeks die niet aan zijn ander werk verwant is.

## Persoonlijk
Jasper Fforde is de zoon van John Standish Fforde, die als Chief Cashier verantwoordelijk was voor de uitgave van bankbiljetten bij de Bank of England, waarop zijn handtekening prijkt. Hij is verwant met de schrijfster Katie Fforde; die huwde met Jaspers neef Desmond Fforde. Hij heeft een vliegbrevet en vliegt met zijn eigen oldtimer vliegtuig.